# Pilier fasciculé

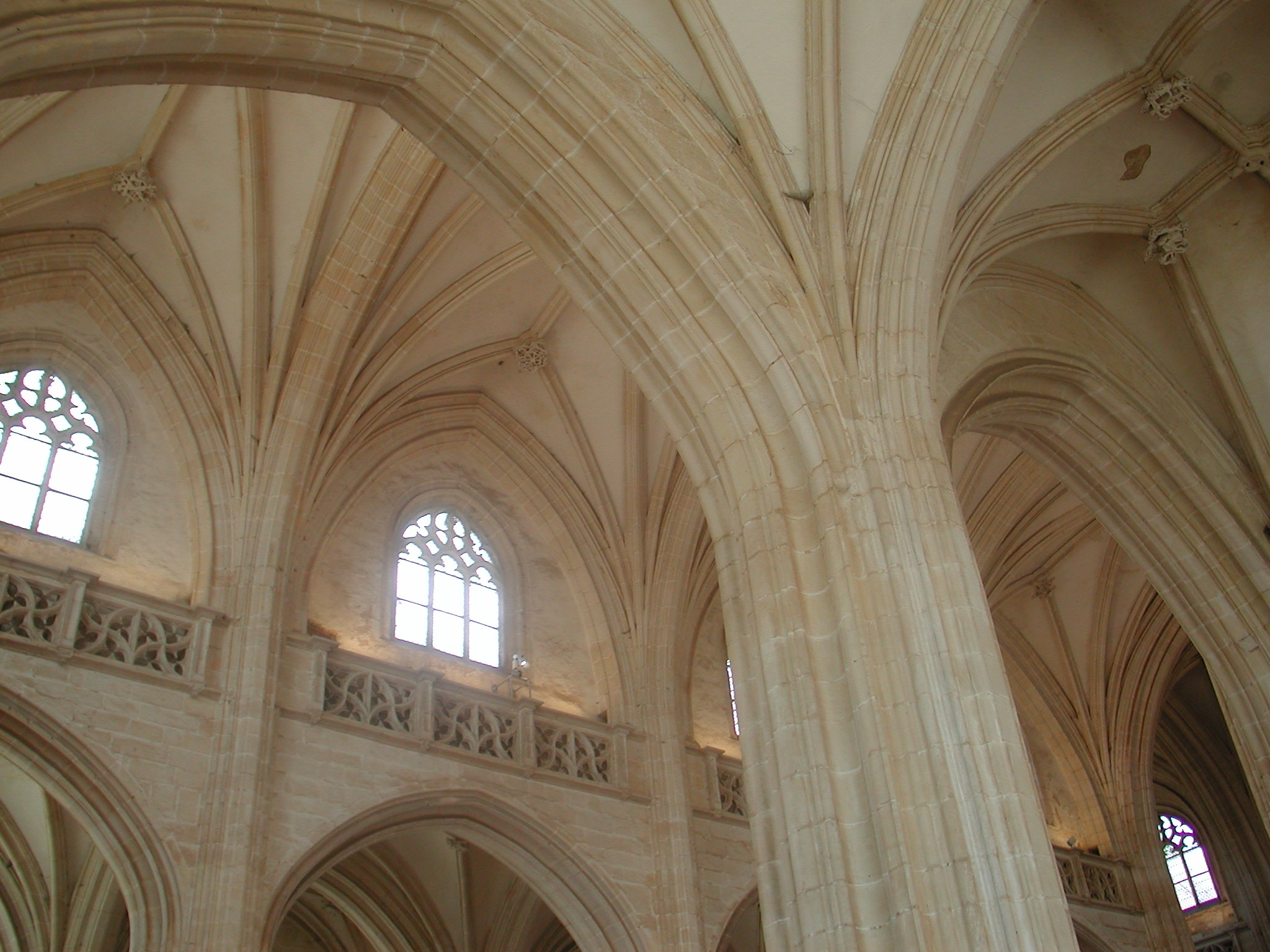
Pilier fasciculé.

Le terme de pilier « fasciculé » désigne un pilier composé d'au moins cinq colonnes ou colonnettes collées les unes aux autres et qui forment un tout, sans qu'on puisse voir de noyau (colonne ou pilier principal) au centre. En deçà du nombre de cinq colonnes extérieures, on parle selon les cas de pilier de quatre colonnes, de pilier composé ou de pilier cantonné. Les colonnes, placées autour du noyau, permettent de porter à la fois les voûtes des bas-côtés et les voûtes de la nef. Il s'agit d'un élément caractéristique de l'art gothique.